# Lonate Ceppino

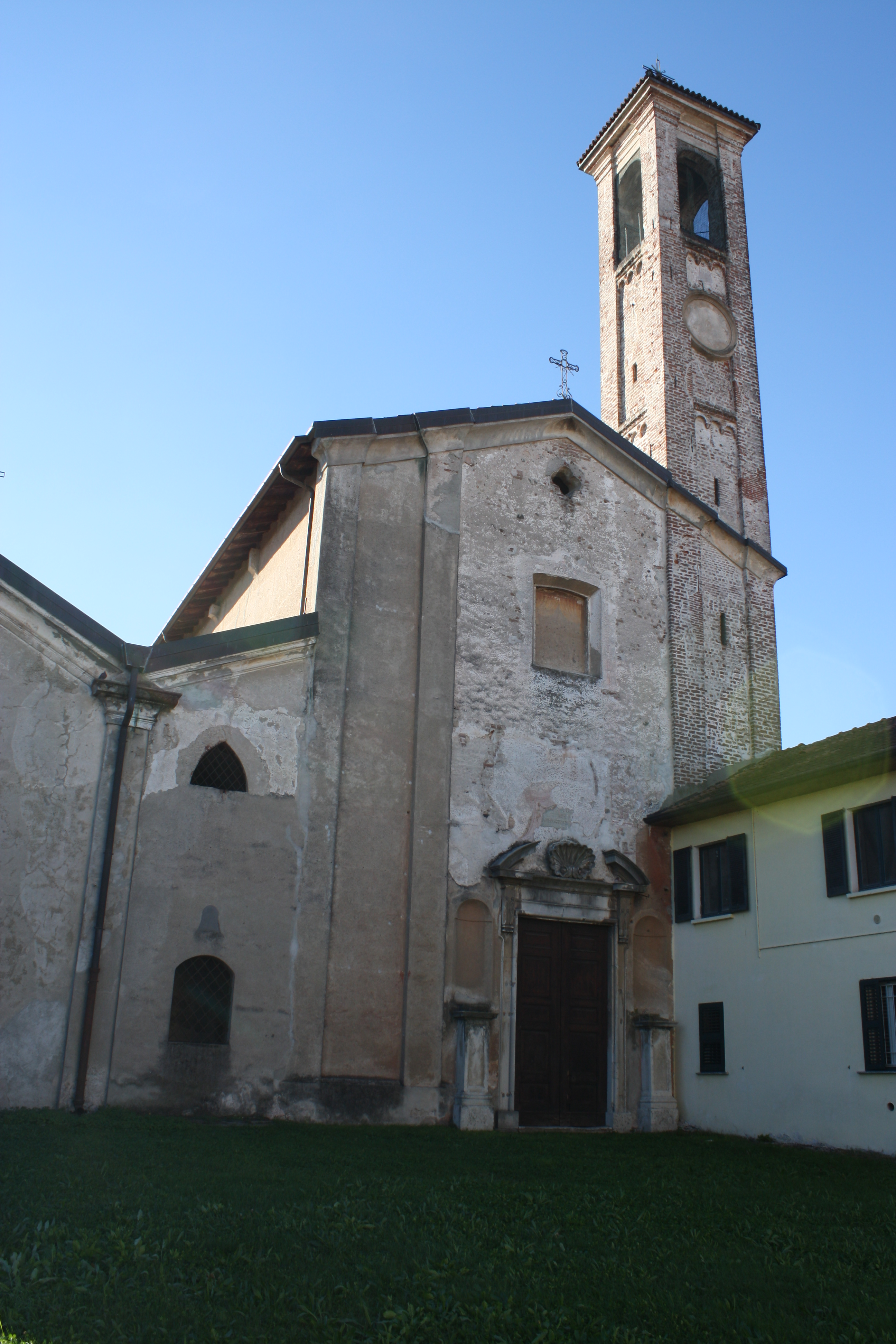
Alte Kirche San Pietro

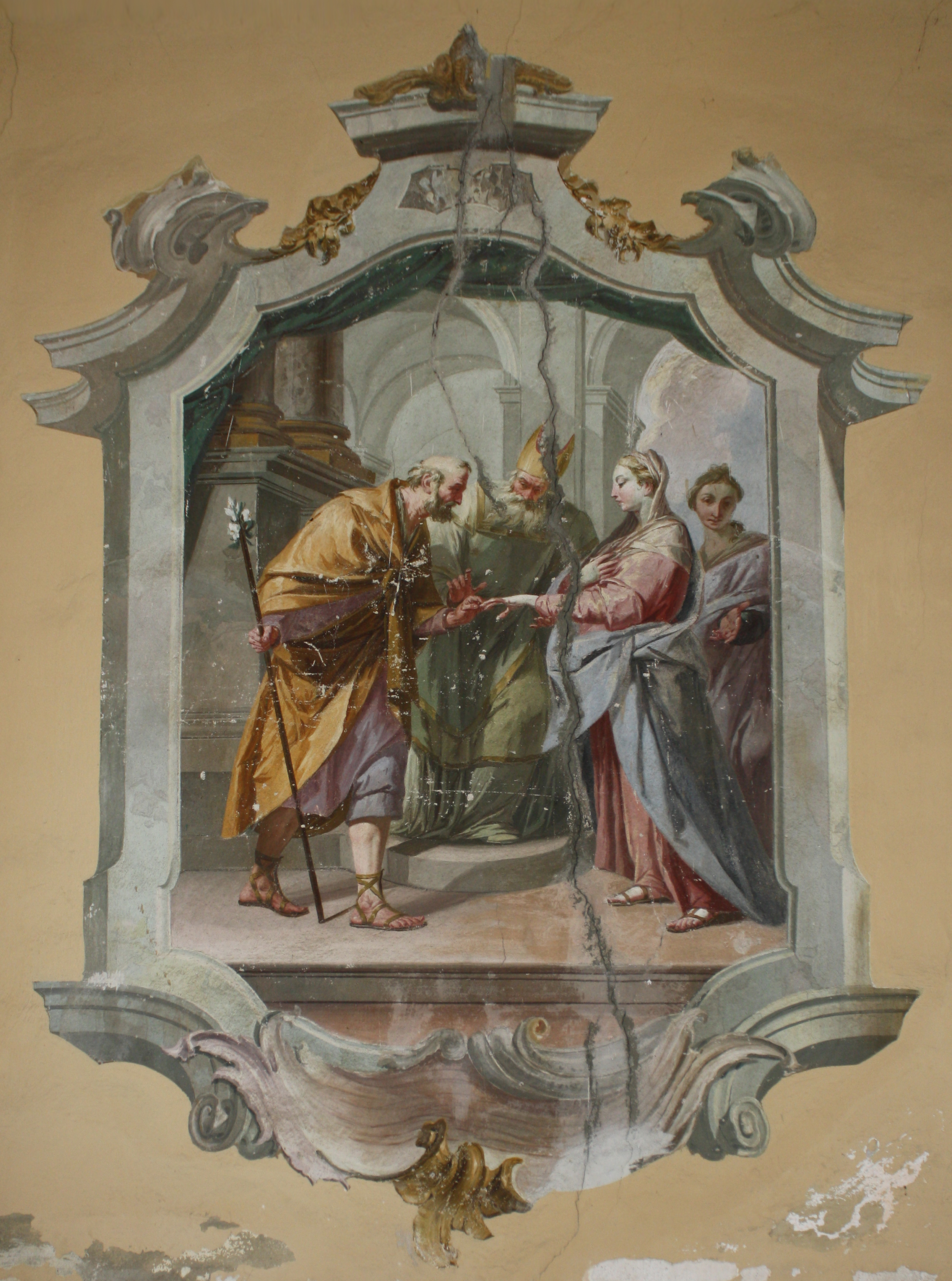
Kirche Nostra Signora di Loreto, Fresko Hochzeit der Jungfrau Maria des Malers Biagio Bellotti (1770)

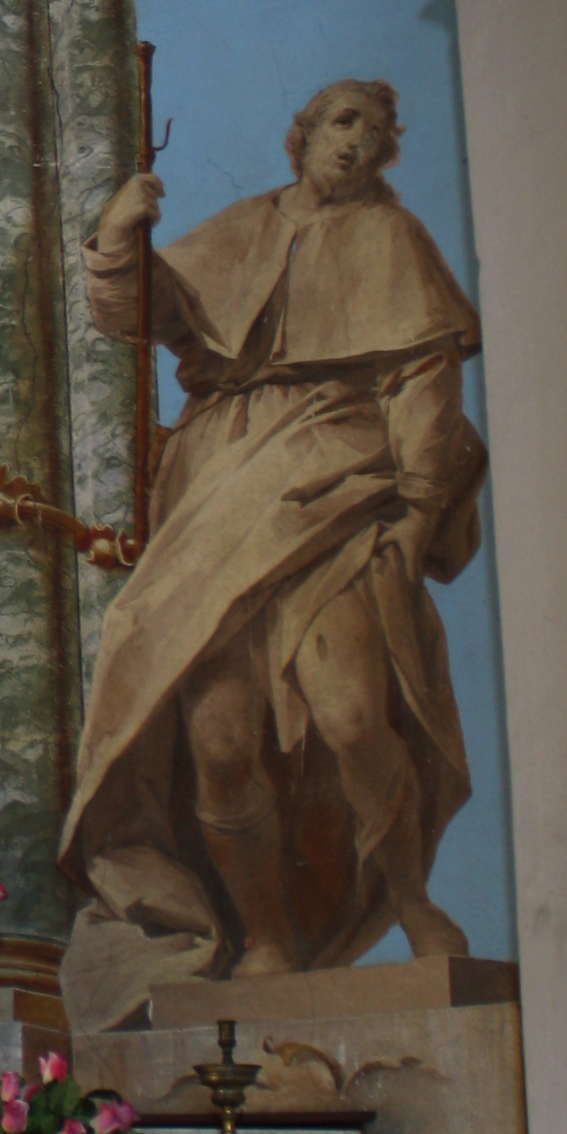
Kirche Nostra Signora di Loreto, Fresko San Rocco des Malers Biagio Bellotti

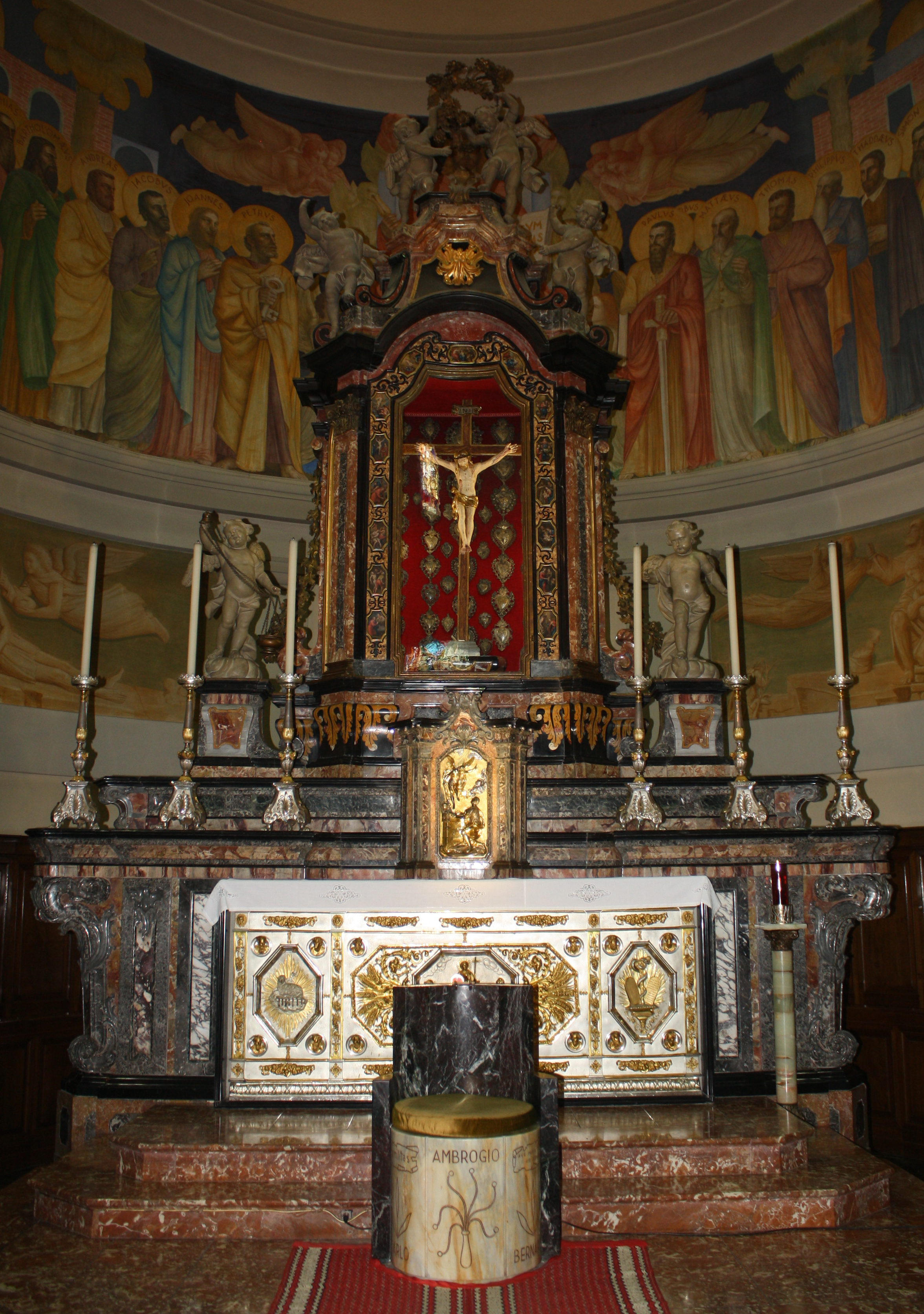
Neue Pfarrkirche Santi Pietro e Paolo, Hochaltar

Lonate Ceppino ist eine italienische Gemeinde (comune) in der Provinz Varese in der Region Lombardei.

## Geographie
Die Gemeinde Lonate Ceppino liegt etwa 13 km südsüdöstlich von Varese am die westliche Gemeindegrenze bildenden Fluss Olona und bedeckt eine Fläche von 4,78 km². Die Nachbargemeinden sind: Cairate, Castelseprio, Gornate-Olona, Tradate und Venegono Inferiore.

## Geschichte
Während der langobardischen Herrschaft wurde die militärische Struktur von Castelseprio durch ein System von Wachtürmen und Signalen verstärkt, das sich von Seprio über dafür errichtete Türme in Richtung Alpen erstreckte und so positioniert war, dass es den Anforderungen von Nachschub und Hilfe an Castelseprio entsprach. Im Jahr 774 gelang es Karl dem Großen, der im Jahr 800 das Heilige Römische Reich gründete, das italische Königreich zu erobern und damit der langobardischen Vorherrschaft ein Ende zu setzen.
Am Ende des 10. Jahrhunderts begann die Teilung von Castelseprio, das wie viele andere Territorien sehr kompakt war, mit der Entscheidung des Erzbischofs von Mailand, der, um seine Macht besser zu konsolidieren, beschloss, die Gebiete, die zu den Pfarreien seiner Diözese gehörten, als Lehen an Vasallen zu vergeben, die capitanei von Castiglione genannt wurden, weil sie sich dort niederließen.
Lonate Ceppino bestand aus einem Häuserkern am Rande des Tals, in der Lage, die dem heutigen Ortskern entspricht; es lag in einem Gebiet, das für die Ungarn aufgrund des bedeutenden Wirtschafts- und Handelslebens von Castelseprio von Interesse war. Dieses Interesse führte dazu, dass die Häuser im äußeren Teil des Geländes durch Mauern und Palisaden miteinander verbunden wurden.
Nach seiner Krönung zum Kaiser im Jahr 1155 führte Friedrich I. (HRR) während seiner fünf Invasionen in Italien verheerende Aktionen durch. Während der fünften Invasion schlug sich der Seprio, zu dem Lonate Ceppino und Como gehörten, trotz des Schwurs auf den Lombardischen Städtebund sofort auf Barbarossas Seite, sobald er mit seinem Heer eintraf. In der Nacht vor der Schlacht von Legnano soll Barbarossa im Gästetrakt des Klosters Santa Maria Assunta in Cairate übernachtet haben, da dieses auf der einen Seite durch das Castrum del Seprio und auf der anderen Seite durch das Castrum von Lonate Ceppino geschützt war, dessen Herren die Familie Castiglioni war.
Im Ersten Weltkrieg fielen nicht weniger als 34 junge Männer aus Lonate Ceppino, darunter auch Angelo Molteni, der in den letzten Kriegstagen fiel und für seinen Einsatz mit einer Silbermedaille ausgezeichnet wurde.
Im Zweiten Weltkrieg starben 15 junge Männer, darunter auch Angelo und Peppino Bestetti, die von den Faschisten umgebracht wurden, weil sie im Widerstand ihr Recht auf Freiheit durchgesetzt hatten. Im Mai 1944 zählte die Gruppe der Partisanen, die im Gebiet Lonate Ceppino-Tradate auf der Flucht waren, etwa 40 Personen, hinzu kamen etwa 50 bewaffnete Zivilisten, die den Partisan Action Squads (SAP) angehörten. Ihre Aufgabe bestand darin, Waffen zu bergen, die über Steigbügel an die Partisanen in Valdossola geliefert werden sollten, und Stör- und Sabotageaktionen durchzuführen, was durch die Anwesenheit von mehreren hundert Fallschirmjägern, den Schwarzen Brigaden der GNR und der Luftwaffe in Venegono Inferiore erschwert wurde.
Eine bedeutende Aktion ist die vom 19. September 1944, bei der eine Gruppe von 11 Partisanen, darunter 4 aus Lonate Ceppino, um 21.30 Uhr Tradate verlässt, um nach einem Marsch durch die Wälder den Ofen von Valle Olona in Gurone zu erreichen, wo sich eine Montageabteilung der Luftwaffe der Macchi befindet, mit dem Ziel, einige Flugzeuge zu zerstören, die bereit sind, an die Front zu gehen.

## Bevölkerung
| Bevölkerungsentwicklung | Bevölkerungsentwicklung | Bevölkerungsentwicklung | Bevölkerungsentwicklung | Bevölkerungsentwicklung | Bevölkerungsentwicklung | Bevölkerungsentwicklung | Bevölkerungsentwicklung | Bevölkerungsentwicklung | Bevölkerungsentwicklung | Bevölkerungsentwicklung | Bevölkerungsentwicklung | Bevölkerungsentwicklung | Bevölkerungsentwicklung | Bevölkerungsentwicklung |
| ----------------------- | ----------------------- | ----------------------- | ----------------------- | ----------------------- | ----------------------- | ----------------------- | ----------------------- | ----------------------- | ----------------------- | ----------------------- | ----------------------- | ----------------------- | ----------------------- | ----------------------- |
| Jahr                    | 1751                    | 1805                    | 1853                    | 1859                    | 1881                    | 1901                    | 1921                    | 1951                    | 1971                    | 1991                    | 2001                    | 2019                    | 2021                    |                         |
| Einwohner               | 600                     | 770                     | *1036                   | 1113                    | 1135                    | 1384                    | 1512                    | 1946                    | 3361                    | 3663                    | 4068                    | 5054                    | 5029                    |                         |

- 1809 Fusion mit Tradate

## Sehenswürdigkeiten
- Alte Pfarrkirche San Pietro, erbaut im 12. Jahrhundert, renoviert im 17. Jahrhundert
- Neue Pfarrkirche San Pietro, erbaut Anfang 20. Jahrhundert
- Kirche Nostra Signora di Loreto